# Trididemnum cerebriforme
Trididemnum cerebriforme is een zakpijpensoort uit de familie van de Didemnidae. De wetenschappelijke naam van de soort is voor het eerst geldig gepubliceerd in 1913 door Hartmeyer.